# يواكيم جويديس
يواكيم جويديس (18 يونيو 1932 في ساو باولو - 27 يوليو 2008 في ساو باولو) مهندس معماري برازيلي ومخطط حضري. تم الإشادة به كواحد من أهم المهندسين المعماريين في جيله، وكان معروفًا برفضه الشكليات لصالح الهندسة المعمارية التي تستجيب لاحتياجات الحياة اليومية. على الرغم من ارتباطه عادةً بمدرسة باوليستا، إلا أن جيديس كان ناقدًا لأوسكار نيماير والعمارة البرازيلية السائدة، وبالتالي اعتبر شقيًا فظيعًا بين العديد من زملائه.
افتتح ممارسته في ساو باولو عام 1955 وعمل في أكثر من 400 مشروع. اشتهر بمنازل عائلته الفردية ومشاريعه الحضرية، من بينها مدينة كارايبا الجديدة في ولاية باهيا بالبرازيل.